# Reckless (film, 1984)
Pour les articles homonymes, voir Reckless.
Pour plus de détails, voir Fiche technique et Distribution.
Reckless est un film américain réalisé par James Foley, sorti en 1984.

## Synopsis
Dans une ville construite autour d'une usine American Steel, l'histoire d'amour entre le marginal Johnny Rourke (Aidan Quinn) et Tracey Prescott (Daryl Hannah), pom-pom girl et fille d'une famille aisée.

## Fiche technique
- Titre : Reckless
- Titre québécois : Le Motard téméraire
- Réalisation : James Foley
- Scénario : Chris Columbus
- Musique : Thomas Newman
- Photographie : Michael Ballhaus
- Montage : Albert Magnoli
- Production : Scott Rudin & Edgar J. Scherick
- Sociétés de production : Edgar J. Scherick Associates & Metro-Goldwyn-Mayer
- Société de distribution : MGM/UA Entertainment Company
- Pays :  États-Unis
- Langue : Anglais
- Format : Couleur - Dolby - 35 mm - 1.85:1
- Genre : Drame, Romance
- Durée : 93 min
- Dates de sortie :
  - États-Unis : 3 février 1984
  - France : 13 juin 1984[1]
- Affiche : Jouineau Bourduge (France)

## Distribution
- Aidan Quinn : Johnny Rourke
- Daryl Hannah : Tracey Prescott
- Adam Baldwin : Randy Daniels
- Kenneth McMillan : John Rourke Sr.
- Cliff De Young : Phil Barton
- Lois Smith : Madame Prescott
- Dan Hedaya : Peter Daniels
- Billy Jayne : David Prescott
- Toni Kalem : Donna
- Jennifer Grey : Cathy Bennario
- Haviland Morris : Mary Pat Sykes
- Pamela Springsteen : Karen Sybern
- Susan Kingsley (en) : Eileen
- Adam LeFevre : l'officier Haskell

## Tournage
Le film a été tourné dans les Appalaches et la Rust Belt, à Steubenville, Weirton et Mingo Junction.